# North American F-86D Sabre
North American F-86D Sabre ("Sabre Dog"), američki jednomotorni presretač. Iako razvijen na temelju F-86 Sabre, sa svojim "uzorom" dijelio je samo 25% istih komponenti.

## Razvoj
Rad na presretačkoj inačici F-86 započeo je još dok je Američko ratno zrakoplovstvo (USAF) eskadrile popunjavalo s F-86A. Razvoj Northropovog F-89 Scorpiona u koje su polagane velike nade, je kasnio pa je USAF bio odlučan što ranije nabaviti zrakoplov koji bi branio zračni prostor Sjeverne Amerike od mogućih upada sovjetskih bombardera. Odlučeno je da se krene u nabavu F-94 Starfirea, inačice Lockheeda T-33, dok je kao privremeno rješenje trebao poslužiti derivat Sabrea.
Razvoj presretačke inačice Sabrea, izvorne oznake F-95A, započeo je 1949. Prvi od dva prototipa bez naoružanja i elektronike dovršen je u studenome iste godine, dok je 22. prosinca obavio prvi let. Tom prilikom prednji kotač stajnog trapa se zaglavio te je testni pilot George Welch izveo prinudno slijetanje pri čemu je zrakoplov oštećen.
Drugi prototip, s ugrađenim Hughes E-3 sustavom upravljanja paljbom (SUP), prvi je put poletio u rujnu 1950. Iako je trebao nastaviti nositi naziv F-95A, jer je Kongres nevoljko odobravao financiranje novih zrakoplova, oznaka mu je promijenjena u F-86D aludirajući na modifikaciju postojećeg zrakoplova što je bilo prihvatljivije. Shodno tome, prototipovi su reklasificirani u YF-86D. Prvi produkcijski F-86D-1 dovršen je u tvornici u Inglewoodu u ožujku 1951. 

## Opis
F-86D je pokretao jedan General Electric J47-GE-17 potiska 22,3 kN odnosno 29,6 kN s naknadnim izgaranjem. Ovo mu je svojedobno omogućavalo impresivne performanse tako da je krajem 1952. F-86D postavio svjetski brzinski rekord od 1124,6 km/h dok je u srpnju 1953. povećan na 1152,3 km/h.
Naoružanje se sastojalo od lansera s 24 nevođene rakete, dometa 4 kilometra i s bojnom glavom od 3,4 kilograma. Mogle su se ispaliti u salvama od 6, 12 ili 24 komada prema neprijateljskim bombarderskim formacijama.
Prema tadašnjem standardu, F-86D je koristio naprednu elektroničku opremu. Većina tadašnjih zrakoplova s radarima bili su dvosjedi s pilotom i operaterom, dok je F-86D bio jednosjed. Iako je izvorno planiran s dva sjedišta, smanjenje performansi i nova otkrića na polju elektronike uvjerila su inženjere North Americana kako će tehnologija zamijeniti drugog člana posade. U teoriji, zrakoplov bi do cilja navodila zemaljska kontrola, da bi na udaljenosti od oko 50 kilometara pilot cilj zahvatio s ugrađenim radarom AN/APG-7. SUP E-4 s integriranim eletroničkim analognim računalom AN/APA-84 bi potom odredio kurs kojim bi se cilj presreo. U određeno vrijeme E-4 bi signalizirao da je vrijeme za ispaliti rakete ili da se dvije letjelice nalaze na kursu za sudaranje.
Ovo se u realnosti ipak pokzalao zahtjevnim za samo jednog člana posade. Unatoč namjeri da elektronika "odradi" većinu posla, F-84D je od svih tadašnjih zrakoplova u inventaru USAF-a zahtijevao najviše obuke. 

## Operativna uporaba
Motor J47 se u uporabi pokazao nepouzdanim, isporuka SUP-ova E-4 je kasnila, a kada bi konačno i bili ugrađeni, nerijetki su bili kvarovi zbog tvorničkih greški. Isporuka eletroničkih dijelova je u jednom trenutku toliko kasnila da je North American ispred svoje tvornice poredao 320 F-86D koji su čekali kompletiranje. 
Serija od 13 zapaljenja i eksplozija prizemljila je cijelu flotu 1953. dok naknadno nije popravljen gorivni sustav. Ponovno prizemljenje slijedilo je godinu poslije nakon još 19 nesreći. Zbog ovoga je North American u suradnji s USAF-om pokrenuo Projekt Pullout kojim su riješeni glavni problemi. Cijeli program stajao je 100 milijuna američkih dolara, proveden je na više od 1000 zrakoplova (dizanje na standard F-86D-45) u razdoblju od 18 mjeseci.

## Inačice
F-86D
Produkcijska inačica izvorne oznake F-95.
F-86G
Inačica sa snažnijim motorima
YF-86K
Osnovna inačica namijenjena izvozu. Nevođene rakete zamijenjene su s četiri 20 mm topa i ugrađen je jednostavniji SUP. Konverzijom napravljena samo dva zrakoplova
F-86K
NATO inačica F-86D
F-86L
Poboljšani F-86D

## Korisnici
Danska
 Francuska
 Filipini
 Grčka
 Honduras
 Italija
 Jugoslavija
 Japan
 Južna Koreja
 Nizozemska
 Norveška
 Zapadna Njemačka
 Turska
 Tajland
 SAD
 Venezuela

## Tehničke karakteristike (F-86D)
Izvori podataka: Vectorsite
Osnovne karakteristike
- posada: 1
- dužina: 12,27 m
- raspon krila: 11,31 m
- površina krila: 26,75 m2
- visina: 4,57 m

Letne karakteristike
- najveća brzina: 990 km/h
- dolet: 890 km (bez dodatnih spremnika)
- najveća visina leta: 16.900 m
- motor: 1 x General Electric J47-GE-17

Naoružanje
- naoružanje: 24 x 2,75 in (70 mm) nevođene rakete

## Galerija
- F-86D Zrakoplovne nacionalne garde Tennesseeja